# Авирон Байонна (футбольный клуб)
«Байонна» — французский футбольный клуб из одноимённого города в департаменте Атлантические Пиренеи. Спортивный клуб «Клуб гребли Байонны» (фр.  «club omnisport de l’Aviron bayonnais») был основан в 1904 году — главными видами являются гребля и регби (регбийный клуб «Байонна» — 2-кратный чемпион Франции). Футбольная секция появилась в 1935 году и никогда не имела профессионального статуса. Играет на стадионе «Дидье Дешам», названном в честь самого известного уроженца города — чемпиона мира по футболу 1998 года Дидье Дешама. В Лиге 3 клуб выступал в 2004—2006 годах и с 2008 по 2012 годы, в остальное время играл в любительских и региональных лигах.

## Достижения
- Кубок Франции: 1/8 финала

2003/04
- Любительский чемпионат Франции по футболу — группа С: чемпион

2003/04
- Любительский чемпионат Франции по футболу 2 — группа F: чемпион

2002/03
- Лига Аквитании: чемпион

1978/79, 2001/02, 2007/08 (резервная команда)
- Кубок Аквитании:

1973/74, 2001/02